# ملیندا او. فی
ملیندا او. فی (انگلیسی: Melinda O. Fee؛ زادهٔ ۷ اکتبر ۱۹۴۲) یک بازیگر سینما، و هنرپیشه اهل ایالات متحده آمریکا است.
او در فیلم محو شدن به سمت سیاهی بازی کرده‌است.